# تامارا د کامپس
تامارا د کامپس (به اسپانیایی: Támara de Campos) یک شهرستان در اسپانیا است که در استان پالنسیا واقع شده‌است.

## خصوصیات
تامارا د کامپس ۲۰ کیلومترمربع مساحت و ۹۳ نفر جمعیت دارد.